# بلو اسکای اوییشن سرویسز

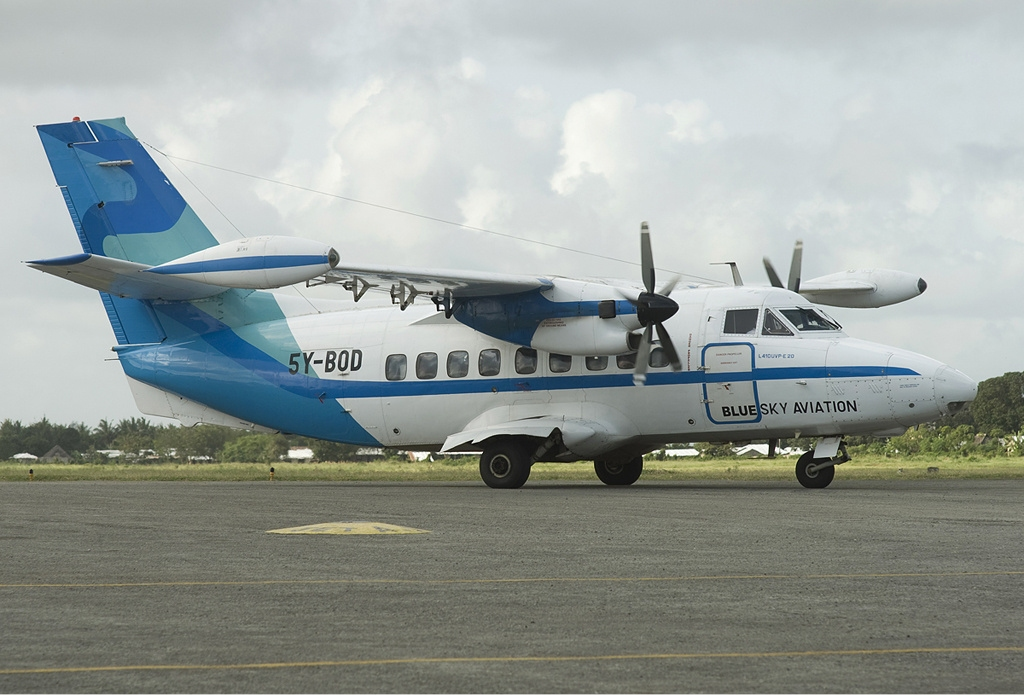
بلو اسکای اوییشن سرویسز

بلو اسکای اوییشن سرویسز (به انگلیسی: Blue Sky Aviation Services) یک شرکت هواپیمایی است که در ۱۹۹۶ میلادی تأسیس شده‌است. قطب بلو اسکای اوییشن سرویسز در فرودگاه بین‌المللی موا، مومباسا قرار دارد.